# Lacepede Islands
Lacepede Islands är öar i Australien. De ligger i delstaten Western Australia, omkring 1 800 kilometer norr om delstatshuvudstaden Perth.